# Équipe du Pérou de football
Cet article traite de l'équipe masculine. Pour l'équipe féminine, voir Équipe du Pérou féminine de football.
Maillots
Actualités
L'équipe du Pérou de football (Selección de fútbol de Perú en espagnol) est constituée par une sélection des meilleurs joueurs péruviens, sous l'égide de la Fédération péruvienne de football.
La Blanquirroja, l'un de ses surnoms, participe à cinq phases finales de Coupe du monde et parvient à se hisser dans le top 8 à deux reprises (quarts de finale en 1970 et 2e tour en 1978). En Copa América, elle remporte le tournoi deux fois (1939 et 1975) et atteint la finale en 2019.
Historiquement, le Pérou joue ses rencontres à domicile à l'Estadio Nacional de Lima, mais évolue parfois à l'Estadio Monumental. Les Incas ont atteint leur meilleure position au classement FIFA en octobre 2017 en se hissant dans le top 10 mondial.

## Histoire

### Les débuts du Pérou

#### Premier match (1927)
La Fédération péruvienne de football est fondée en 1922. Affiliée à la FIFA depuis 1924, elle intègre la CONMEBOL l'année suivante. Le premier match officiel de l'équipe du Pérou a lieu à Lima le 1er novembre 1927 en Championnat sud-américain des nations, contre l’Uruguay, et se solde par une défaite (0-4).

#### Coupe du monde de 1930
Le Pérou prend part à la première Coupe du monde de football en 1930 en Uruguay sous les ordres de l'Espagnol Francisco Bru. Placé dans le groupe C, composé de la Roumanie et de l’Uruguay, le Pérou entame la compétition par une défaite (1-3) face aux Roumains, le 14 juillet 1930, match au cours duquel le Péruvien Plácido Galindo est renvoyé aux vestiaires à la 70e min : il rentre dans les annales en devenant le premier joueur expulsé de l'histoire de la Coupe du monde. La Blanquirroja ne peut éviter une deuxième défaite face au pays hôte (0-1) et quitte le tournoi dès le 1er tour avec un seul but marqué, œuvre de Luis de Souza Ferreira.

### Le premier âge d'or du football péruvien (1936-1939)

#### Jeux olympiques de 1936
Lors des Jeux olympiques de 1936 à Berlin, le Pérou atteint les demi-finales après avoir vaincu la Finlande (7-3) et l’Autriche (4-2). Au cours de ce dernier match, les Péruviens menés 0-2 parviennent à égaliser 2-2 et s’imposent en prolongations dans une ambiance très confuse, où des spectateurs péruviens auraient envahi la pelouse, situation ayant permis que les joueurs marquent les deux buts de la victoire. L'Autriche décide de porter plainte auprès de la FIFA qui ordonne de rejouer le match à huis clos. Le gouvernement péruvien proteste et toute la délégation péruvienne abandonne les Jeux olympiques, laissant à l’Autriche la voie libre pour disputer les demi-finales.
Malgré la controverse, le Pérou fait connaître aux yeux du monde entier une génération exceptionnelle de joueurs tels que Alejandro Villanueva et Teodoro Fernández, qui avaient déjà fait une tournée en Europe entre 1933 et 1934 au sein de l'équipe du Chili-Pérou.

#### Copa América 1939
Sous la houlette du célèbre entraîneur anglais Jack Greenwell, le Pérou remporte les Jeux bolivariens en 1938 et s'apprête à accueillir la quinzième édition de la Copa América se tenant à Lima, du 15 janvier au 12 février 1939 avec pour pays participants – outre le Pérou – le Chili, l'Équateur, le Paraguay et l'Uruguay. 
Les Incas confirment leurs bonnes prestations tant aux JO de Berlin qu'aux Jeux bolivariens et remportent leur premier titre continental en battant leurs quatre adversaires. Le meilleur buteur de cette compétition est Lolo Fernández, avec 7 buts, suivi de Jorge Alcalde (5 buts).

### De 1940 à 1970: trente ans sans résultats majeurs
De 1940 à 1970, l’équipe du Pérou cherche à revenir sur la scène internationale, sans grand succès puisqu'elle ne participe à aucune Coupe du monde, malgré des joueurs de talent comme Valeriano López, Alberto Terry, Miguel Loayza, Juan Joya, Óscar Gómez Sánchez, Félix Castillo, Víctor Benítez ou Juan Seminario. 
Animatrice des éditions de la Copa América, elle monte sur le podium à deux reprises (3e place en 1949 et 1955), mais la meilleure performance du Pérou au cours de cette période reste la participation de l'équipe olympique aux JO de 1960 à Rome où elle est éliminée au 1er tour.

### Le deuxième âge d'or du football péruvien (1970-1982)
C'est dans les années 1970 que le Pérou va faire parler de lui au niveau mondial. Entre 1970 et 1982, une génération dorée de footballeurs va permettre au Pérou de se qualifier à trois reprises (sur quatre possibles) pour la phase finale de la Coupe du monde (en 1970, 1978 et 1982) et de gagner la Copa América en 1975. Cela faisait 40 ans que le Pérou ne s’était plus qualifié à une Coupe du monde.
En 1970 l’équipe du Pérou termine deuxième du groupe 4, composé du Maroc, de la RFA et de la Bulgarie, avec deux victoires (3-0 contre le Maroc, 3-2 contre la Bulgarie) et une défaite (1-3 contre la RFA) et se qualifie pour les quarts de finale où elle tombe contre le futur vainqueur, le Brésil, dans un match disputé (2-4). Le Pérou sort par la grande porte en révélant au monde un joueur d'une qualité rare, Teófilo Cubillas. Le Pérou échoue face au Chili en qualifications à la Coupe du monde de football 1974, mais participe à celle de 1978, fort d’une Copa América gagnée trois ans plus tôt : victoire en finale contre la Colombie et second trophée sud-américain remporté, 36 ans après le premier.
Au Mundial 1978, le Pérou termine premier de son groupe au premier tour avec deux victoires (3-1 contre l’Écosse et 4-1 contre l’Iran) et un match nul contre la tête de série, les Pays-Bas (0-0). Au second tour par contre, le Pérou perd ses trois matchs de poule contre le Brésil (0-3), la Pologne (0-1), et surtout l’Argentine, qui lui inflige une véritable correction lors de l'ultime rencontre (0-6), décisive pour les Argentins tandis que les Péruviens sont déjà éliminés au coup d'envoi et condamnés à terminer à l'une des deux dernières places du groupe. Ce dernier match ne manque pas de susciter la polémique. On se souvient surtout de Ramón Quiroga, gardien argentin naturalisé péruvien, encaissant six buts contre l'Argentine. Une équipe argentine qui avait justement besoin d'une victoire par quatre buts d'écart pour arracher la première place qualificative pour la finale au Brésil à la différence de buts. Dès lors, de nombreux soupçons planent sur ce match. Les origines argentines de Quiroga sont notamment mises en avant. Aucune trace d'un éventuel arrangement ne peut cependant être mise en évidence, d'autant que, avant de s'effondrer en seconde période face à des Argentins euphoriques, l'équipe péruvienne est entreprenante et se crée deux occasions très nettes d'ouvrir le score en première mi-temps... La controverse autour de ce match étrange n'a jamais tout à fait cessé.
À la Coupe du monde 1982, le Pérou ne confirme pas les performances passées. Dans le groupe 1, après un 0-0 contre le Cameroun et un 1-1 contre l'Italie (future championne du tournoi), il s’incline lourdement contre la Pologne (5 buts à 1) lors du dernier match décisif, et termine à la dernière place de sa poule. 1982 est la dernière apparition du Pérou à la Coupe du monde avant 2018. 
Teófilo Cubillas, meilleur joueur sud-américain en 1972, était le symbole de cette génération marquant l’apogée du football péruvien mais on peut également citer César Cueto, Hugo Sotil, Héctor Chumpitaz, Julio César Uribe ou Juan Carlos Oblitas. Avec 10 buts inscrits, Cubillas reste le meilleur buteur péruvien en phase finale de Coupe du monde, très loin devant Alberto Gallardo (2 buts).

### Le Pérou absent des Coupes du monde (1983-2014)

#### Années 1980 et 1990
Durant cette période, le Pérou ne parvient pas à retrouver la phase finale de la Coupe du monde mais réalise toutefois une bonne campagne qualificative à l'occasion des éliminatoires de la Coupe du monde 1998 où l'équipe entraînée par l'ancien international Juan Carlos Oblitas n'est éliminée qu'à la différence de buts derrière le Chili. 
En Copa América, l’équipe du Pérou est fantasque oscillant entre le 1er tour et les demi-finales. Ainsi elle atteint sa meilleure performance en 1983 en se hissant à la troisième place, mais est éliminée dès le premier tour en 1987, 1989, 1991 et 1995. En 1993 elle s’arrête en quarts de finale, battue par le Mexique (2-4). Mais à la Copa América 1997, elle termine deuxième de son groupe, juste derrière la Bolivie. En quarts de finale, elle élimine l’Argentine 2 buts à 1. La demi-finale reste historique puisque le Brésil atomise le Pérou, le 26 juin 1997, 7 buts à 0, ce qui constitue la plus large défaite péruvienne de tous les temps. L’équipe termine quatrième de la compétition en s’inclinant contre le Mexique (0-1). Enfin en 1999, les Péruviens sont éliminés en quarts de finale toujours par le Mexique qui s'impose aux tirs au but (3-3, 3 tab 2).

#### Années 2000

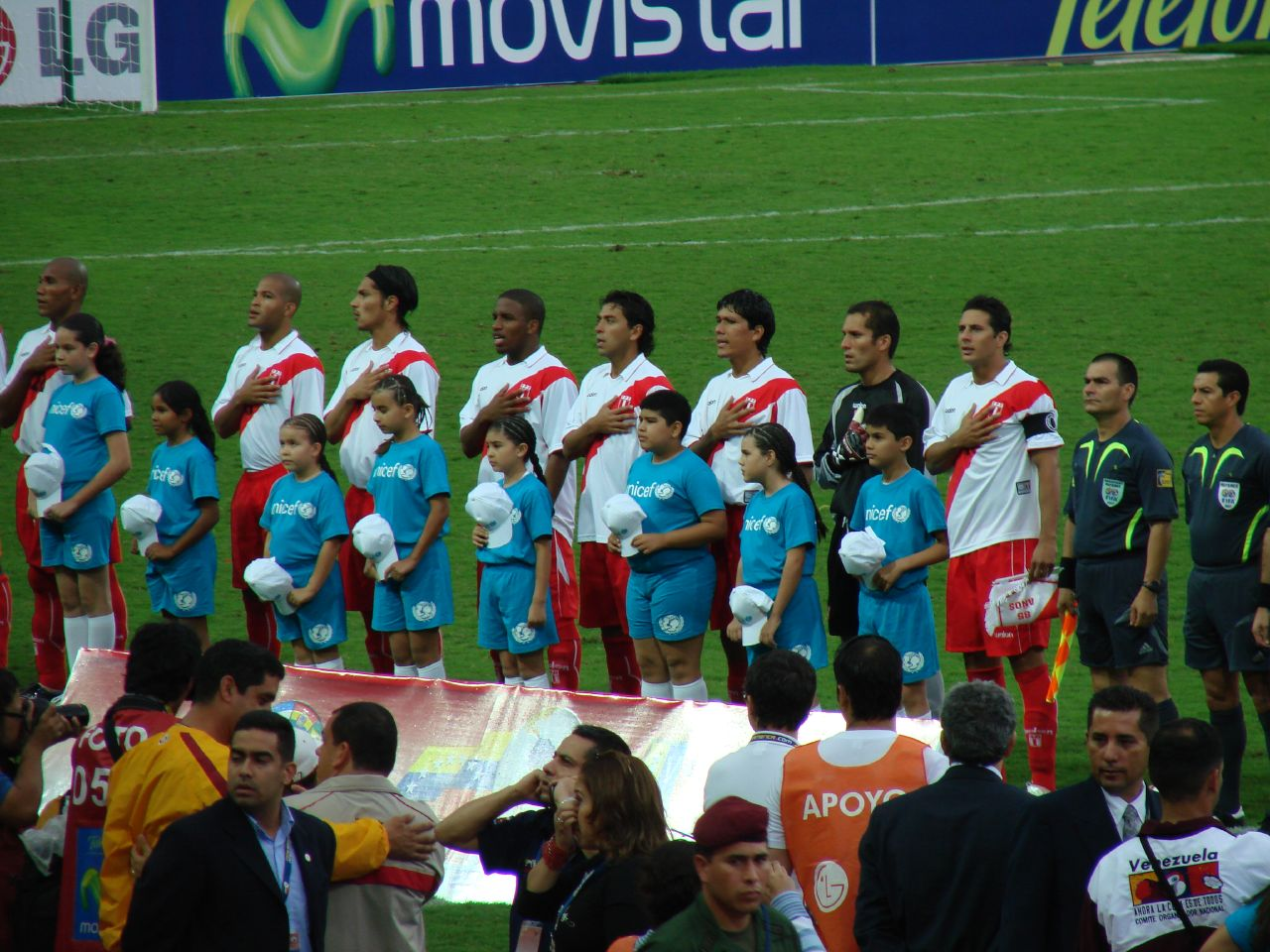
La Blanquirroja à la Copa América 2007.

L’équipe du Pérou ne réussit pas à s'imposer sur le plan international malgré l'éclosion de quelques joueurs de talent comme Claudio Pizarro (Werder Brême), Paolo Guerrero (Hambourg SV), Nolberto Solano (West Ham), Juan Manuel Vargas (Fiorentina), Jefferson Farfán (Schalke 04) ou encore Roberto Palacios (Sporting Cristal).
En effet, le Pérou ne participe toujours pas à la Coupe du monde (éliminations en phase qualificative en 2002, 2006 et 2010) alors qu'en Copa América, il est éliminé trois fois d'affilée au stade des quarts de finale en 2001, 2004 (édition qu'il organisait) et 2007.

#### L'ère Markarián (2010-2013)
Une nouvelle ère s'ouvrit en septembre 2010 avec l'arrivée du prestigieux coach uruguayen Sergio Markarián à la tête de la sélection. Pour son premier tournoi international, la Copa América 2011, le Pérou atteignit les demi-finales et s'octroya même la 3e place, performance qui n'avait plus été réalisée depuis 1983.
Néanmoins, à deux journées de la fin des éliminatoires, le Pérou fut éliminé de la course à la Coupe du monde 2014, compétition à laquelle il n'a plus participé depuis 1982. Sergio Markarián annonça son départ de la sélection péruvienne à la fin des qualifications dont le dernier match contre la Bolivie, à Lima, le 15 octobre 2013, s'est disputé à huis clos en raison d'une sanction disciplinaire de la FIFA.

### L'ère Gareca et le retour au premier plan (2015-2022)

#### Copas América 2015 et 2016
Le 4 mars 2014, l'ancien assistant de Sergio Markarián, Pablo Bengoechea, est nommé sélectionneur pour un bail de 9 mois jusqu'en décembre 2014. Il est relevé de ses fonctions à la fin de son bail par le nouveau président de la Fédération péruvienne de football, Edwin Oviedo, qui finit par introniser l'Argentin Ricardo Gareca à la tête de la sélection le 2 mars 2015. Ce dernier s'illustre à l'occasion de la Copa América 2015, disputée au Chili, en emmenant l'équipe péruvienne sur le podium, rééditant la performance de son prédécesseur Markarián, quatre ans plus tôt.
Un an plus tard, lors de la Copa América Centenario, le Pérou obtient une qualification houleuse pour les quarts de finale en éliminant le Brésil (1-0) avec un but de la main de Raúl Ruidíaz à un quart d'heure de la fin du match. Opposés à la Colombie, les Péruviens font preuve de rigueur défensive et tiennent en échec les Cafeteros 0-0. La séance de tirs au but leur est cependant défavorable et ils s'inclinent 4 tab 2 en ratant de peu une troisième qualification consécutive en demi-finales de la Copa América.

#### Coupe du monde 2018
Le Pérou confirme les bons résultats entrevus lors de la Copa América à l'occasion des éliminatoires de la Coupe du monde 2018 où il enchaîne quelques résultats probants: victoires contre l'Équateur et l'Uruguay à Lima (2-1 à chaque fois), succès en Bolivie 0-3 (sur tapis vert) et surtout victoires historiques à l'extérieur, 1-4 à Asuncion contre le Paraguay puis 1-2 contre l'Équateur à Quito. Après deux matchs nuls consécutifs, 0-0 contre l'Argentine à Buenos Aires puis 1-1 devant la Colombie à domicile, la Blanquirroja accroche la 5e place lui permettant de disputer un barrage intercontinental face à la Nouvelle-Zélande, vainqueur de la zone Océanie. Cette bonne campagne de qualification au Mondial a une incidence au niveau du classement FIFA puisque le Pérou se hisse dans le top 10 du classement d'octobre 2017 et atteint ainsi son meilleur rang historique.
En battant la Nouvelle-Zélande 2-0 au Stade National de Lima, le 15 novembre 2017, le Pérou décroche le 32e et dernier sésame pour la Coupe du monde 2018 (0-0 à l'aller) et revient dans l'élite du football mondial après 36 ans d'absence à ce niveau. Placés dans le groupe C de la phase finale du tournoi planétaire, les Péruviens sont opposés à la France, l'Australie et le Danemark. Auteurs de bonnes prestations face aux Danois et aux Français, et malgré l'écrasante présence de leurs supporters en tribunes, les Incas s'inclinent deux fois par la plus petite des marges devant leurs homologues européens et sont éliminés prématurément du Mondial. Néanmoins, une dernière victoire 2-0 face à l'Australie (buts d'André Carrillo et Paolo Guerrero) leur permet de sortir la tête haute du tournoi.

#### Copas América 2019 et 2021
L'année post-mondial s'avère compliquée pour la Blanquirroja, qui subit six défaites en dix matchs amicaux avec 15 buts encaissés. Placée dans le groupe A de la Copa América 2019, elle est accrochée par le Venezuela qui obtient le nul (0-0) en infériorité numérique. Ce match est marqué par l'intervention du VAR qui annule logiquement deux buts aux Péruviens. Après une victoire 3-1 face à la Bolivie, ils s'inclinent lourdement devant les hôtes brésiliens sur un score de cinq buts à zéro: il s'agit de la pire défaite subie par le Pérou lors de l'ère Gareca. Néanmoins, cette défaite n'entrave pas la qualification pour les quarts de finale où les Incas accrochent la Celeste (0-0) et finissent par s'imposer aux tirs au but (5 tab 4). 
Lors de la demi-finale, le Pérou retrouve son vieux rival chilien pour une nouvelle édition du Clásico del Pacífico où les Péruviens s'imposent logiquement en endossant trois buts (Edison Flores, Yoshimar Yotún et Paolo Guerrero) au double tenant du titre. Cette victoire propulse le Pérou en finale du tournoi continental, 44 ans après le sacre de 1975. Cependant, les Incas ne peuvent empêcher le Brésil de s'imposer 3-1 au Stade Maracanã.
Le Pérou retrouve le Brésil – à nouveau hôte de la compétition – lors de la phase de groupes de la Copa América 2021. La Canarinha inflige une sévère défaite aux Péruviens (4-0). Ces derniers se ressaisissent en battant la Colombie et le Venezuela 2-1 et 1-0 respectivement, et en tenant en échec 2-2 l'Équateur (qui menait 2-0 à la fin des 45 premières minutes). La Blanquirroja se qualifie pour les quarts de finale comme deuxième du groupe B, derrière le Brésil. Le Pérou maintient ainsi une spectaculaire série de qualifications consécutives en quarts de finale du tournoi continental (dix au total depuis 1997). Mieux encore, en éliminant le Paraguay aux tirs au but (3-3, 4-3tab) lors de cette dernière instance, les Péruviens retrouvent le dernier carré du tournoi sud-américain pour la quatrième fois sur les cinq dernières éditions.
Battu une fois de plus par le Brésil (0-1) – il s'agit de la quatrième défaite de rang face aux Cariocas en Copa América – le Pérou voit son parcours s'arrêter en demi-finale. Néanmoins, cette édition 2021 de la Copa América voit l'avènement de Gianluca Lapadula, footballeur italo-péruvien qui s'érige comme l'une des révélations du tournoi.

#### Éliminatoires de la Coupe du monde 2022
Malgré un très mauvais départ lors de la campagne qualificative pour la Coupe du monde 2022 (un nul et quatre défaites lors des cinq premiers matchs), le Pérou redresse la barre avec notamment trois victoires à l'extérieur (1-2 à Quito face à l'Équateur, 1-2 à Caracas face au Venezuela et 0-1 à Barranquilla devant la Colombie) qui lui permettent de terminer à la 5e place au classement général, synonyme de barrage face au représentant de l'AFC, l'Australie. Néanmoins, le 13 juin 2022, les Péruviens s'inclinent aux tirs au but devant les Socceroos (0-0, 4-5tab), ratant l'occasion d'enchaîner une deuxième participation d'affilée à la Coupe du monde.

## Résultats

### Parcours en compétition internationale

#### Parcours en Coupe du monde
| Année | Position        |      | Année         | Position |                         | Année | Position |
| 1930  | 1er tour        | 1974 | Non qualifiée | 2010     | Non qualifiée           |       |          |
| 1934  | Non inscrite    | 1978 | 2e tour       | 2014     | Non qualifiée           |       |          |
| 1938  | Non inscrite    | 1982 | 1er tour      | 2018     | 1er tour                |       |          |
| 1950  | Forfait         | 1986 | Non qualifiée | 2022     | Non qualifiée           |       |          |
| 1954  | Forfait         | 1990 | Non qualifiée | 2026     | Qualifications en cours |       |          |
| 1958  | Non qualifiée   | 1994 | Non qualifiée | 2030     | À venir                 |       |          |
| 1962  | Non qualifiée   | 1998 | Non qualifiée | 2034     | À venir                 |       |          |
| 1966  | Non qualifiée   | 2002 | Non qualifiée |          |                         |       |          |
| 1970  | Quart de finale | 2006 | Non qualifiée |          |                         |       |          |

#### Parcours en Copa América
| Année | Position     |      | Année        | Position |                  | Année | Position |
| 1916  | Non inscrite | 1942 | Cinquième    | 1987     | 1er tour         |       |          |
| 1917  | Non inscrite | 1945 | Non inscrite | 1989     | 1er tour         |       |          |
| 1919  | Non inscrite | 1946 | Non inscrite | 1991     | 1er tour         |       |          |
| 1920  | Non inscrite | 1947 | Cinquième    | 1993     | Quart de finale  |       |          |
| 1921  | Non inscrite | 1949 | Troisième    | 1995     | 1er tour         |       |          |
| 1922  | Non inscrite | 1953 | Cinquième    | 1997     | Demi-finale (4e) |       |          |
| 1923  | Non inscrite | 1955 | Troisième    | 1999     | Quart de finale  |       |          |
| 1924  | Non inscrite | 1956 | Sixième      | 2001     | Quart de finale  |       |          |
| 1925  | Non inscrite | 1957 | Quatrième    | 2004     | Quart de finale  |       |          |
| 1926  | Non inscrite | 1959 | Quatrième    | 2007     | Quart de finale  |       |          |
| 1927  | Troisième    | 1959 | Non inscrite | 2011     | Demi-finale (3e) |       |          |
| 1929  | Quatrième    | 1963 | Cinquième    | 2015     | Demi-finale (3e) |       |          |
| 1935  | Troisième    | 1967 | Non inscrite | 2016     | Quart de finale  |       |          |
| 1937  | Sixième      | 1975 | Vainqueur    | 2019     | Finaliste        |       |          |
| 1939  | Vainqueur    | 1979 | Demi-finale  | 2021     | Demi-finale (4e) |       |          |
| 1941  | Quatrième    | 1983 | Demi-finale  | 2024     | 1er tour         |       |          |

| - 1952 : Quatrième - 1956 : Quatrième - 1960 : Non inscrit | - 1991-1998 : Non invité - 2000 : Demi-finale - 2002-2023 : Non invité |

### Palmarès
| - Copa América (2) : - Vainqueur : 1939 et 1975. - Finaliste : 2019. - Troisième : 1927, 1935, 1949, 1955, 1979, 1983, 2011 et 2015. - Jeux bolivariens (1) : - Vainqueur : 1938. | - Coupe Kirin (3) : - Vainqueur : 1999, 2005 et 2011. - Copa del Pacífico (4) : - Vainqueur : 1953, 1954, 1971 et 1982. - Copa Mariscal Sucre (1) : - Vainqueur : 1973. - Copa 75 Aniversario de la FPF (1) : - Vainqueur : 1997. |

## Statistiques

### Nations rencontrées
| Adversaire | Total | Victoires | Matchs nuls | Défaites |
| ---------- | ----- | --------- | ----------- | -------- |
| Chili      | 84    | 24        | 14          | 46       |
| Uruguay    | 69    | 15        | 16          | 38       |
| Colombie   | 60    | 17        | 22          | 21       |
| Paraguay   | 57    | 18        | 16          | 23       |
| Argentine  | 54    | 5         | 14          | 35       |
| Équateur   | 52    | 21        | 15          | 16       |
| Bolivie    | 51    | 25        | 12          | 14       |
| Brésil     | 51    | 5         | 9           | 37       |
| Venezuela  | 37    | 23        | 6           | 8        |
| Mexique    | 29    | 9         | 8           | 12       |

Les dix équipes nationales rencontrées plus de vingt fois font exclusivement partie du continent américain, le Mexique étant la seule équipe ne faisant pas partie de la CONMEBOL.

### Rivalités
Le rival historique du Pérou reste sans conteste le Chili dont les confrontations portent le nom de Clásico del Pacífico. C'est aussi l'adversaire le plus souvent rencontré (à 84 reprises). Une autre rivalité de moindre intensité est celle qui l'oppose à l'Équateur.

### Records
En termes de résultats records, la plus large victoire du Pérou a eu lieu le 11 août 1938 contre l'Équateur, lors des Jeux bolivariens de 1938, sur le score de 9-1.
Sa plus large défaite est enregistrée le 26 juin 1997 en demi-finales de la Copa América 1997, aux mains du Brésil, qui l'écrase 7-0.

### Classement FIFA
Le Pérou a connu son meilleur classement FIFA en octobre 2017 en se hissant à la 10e place alors que son plus mauvais classement est une 91e place atteinte en septembre 2009. Sa meilleure progression a lieu en juillet 1999 avec un gain de 25 places au classement mondial alors qu'en octobre 2006, il a enregistré son plus fort recul en perdant 33 places. Depuis sa création, le classement moyen du Pérou se situe autour du 52e rang. 
| Année                    | 1993 | 1994 | 1995 | 1996 | 1997 | 1998 | 1999 | 2000 | 2001 | 2002 | 2003 | 2004 | 2005 | 2006 | 2007 |
| ------------------------ | ---- | ---- | ---- | ---- | ---- | ---- | ---- | ---- | ---- | ---- | ---- | ---- | ---- | ---- | ---- |
| Classement mondial       | 73   | 72   | 69   | 54   | 38   | 72   | 42   | 45   | 43   | 82   | 74   | 66   | 66   | 70   | 63   |
| Classement sud-américain | 9    | 8    | 9    | 9    | 8    | 8    | 6    | 7    | 8    | 8    | 8    | 8    | 8    | 8    | 9    |

| Année                    | 2008 | 2009 | 2010 | 2011 | 2012 | 2013 | 2014 | 2015 | 2016 | 2017 | 2018 | 2019 | 2020 | 2021 | 2022 |
| ------------------------ | ---- | ---- | ---- | ---- | ---- | ---- | ---- | ---- | ---- | ---- | ---- | ---- | ---- | ---- | ---- |
| Classement mondial       | 75   | 68   | 68   | 35   | 46   | 39   | 53   | 47   | 19   | 11   | 20   | 21   | 25   | 22   | 21   |
| Classement sud-américain | 10   | 10   | 9    | 6    | 9    | 8    | 7    | 8    | 6    | 4    | 6    | 6    | 6    | 5    | 5    |

| Année                    | 2023 | 2024 | 2025 | 2026 | 2027 | 2028 | 2029 | 2030 | 2031 | 2032 | 2033 | 2034 | 2035 | 2036 | 2037 |
| ------------------------ | ---- | ---- | ---- | ---- | ---- | ---- | ---- | ---- | ---- | ---- | ---- | ---- | ---- | ---- | ---- |
| Classement mondial       | 35   | 40   |      |      |      |      |      |      |      |      |      |      |      |      |      |
| Classement sud-américain | 6    | 6    |      |      |      |      |      |      |      |      |      |      |      |      |      |

| Légende du classement mondial : | - de 1 à 25 | - de 26 à 50 | - de 51 à 211 |

| Légende du classement sud-américain : | - de 1 à 3 | - de 4 à 7 | - de 8 à 10 |

## Personnalités historiques

### Principaux joueurs (tous les temps)
En gras = joueur encore en activité
| - Luis Advíncula (d) - Jorge Alcalde (a) - Gerónimo Barbadillo (a) - Victor Benítez (a) - André Carrillo (m) - Félix Castillo (a) - Roberto Chale (m) - Héctor Chumpitaz (d) - Teófilo Cubillas (a) - César Cueto (m) | - Christian Cueva (m) - José del Solar (m) - Jefferson Farfán (a) - Teodoro Fernández (a) - Pedro Gallese (g) - Paolo Guerrero (a) - Juan Joya (a) - Pedro León (a) - Valeriano López (a) - Andrés Mendoza (a) | - Julio Meléndez (d) - Juan José Muñante (a) - Juan Carlos Oblitas (a) - Roberto Palacios (m) - Claudio Pizarro (a) - Ramón Quiroga (g) - Oswaldo Ramírez (a) - Christian Ramos (d) - Alberto Rodríguez (d) - Percy Rojas (a) | - Juan Seminario (a) - Nolberto Solano (m) - Hugo Sotil (m) - Jorge Soto (m) - Alberto Terry (a) - Julio César Uribe (m) - Juan Manuel Vargas (d) - Alejandro Villanueva (a) - José Velásquez (d) - Yoshimar Yotún (m) |

### Records
| Rang | Joueur           | Sélections | Première sélection          | Dernière sélection          | Durée             | Palmarès              |
| ---- | ---------------- | ---------- | --------------------------- | --------------------------- | ----------------- | --------------------- |
| 1    | Roberto Palacios | 128        | 25 novembre 1992 (à 19 ans) | 23 mai 2012 (à 39 ans)      | 19 ans et 6 mois  | -                     |
| 1    | Yoshimar Yotún   | 128        | 8 février 2011 (à 20 ans)   | -                           | en cours          | CA 2019 - 2011 - 2015 |
| 1    | Paolo Guerrero   | 128        | 9 octobre 2004 (à 20 ans)   | -                           | en cours          | CA 2019 - 2011 - 2015 |
| 1    | Luis Advíncula   | 128        | 4 septembre 2010 (à 20 ans) | -                           | en cours          | CA 2019 - 2011 - 2015 |
| 5    | Pedro Gallese    | 118        | 7 août 2014 (à 24 ans)      | -                           | en cours          | CA 2019 - 2015        |
| 6    | Héctor Chumpitaz | 105        | 3 avril 1965 (à 20 ans)     | 6 septembre 1981 (à 37 ans) | 16 ans et 5 mois  | CA 1975 - 1979        |
| 7    | André Carrillo   | 103        | 13 juillet 2011 (à 20 ans)  | -                           | en cours          | CA 2019 - 2011 - 2015 |
| 8    | Jefferson Farfán | 102        | 23 février 2003 (à 18 ans)  | 16 novembre 2021 (à 37 ans) | 18 ans et 9 mois  | CA 2019 - 2015        |
| 9    | Jorge Soto       | 101        | 25 novembre 1992 (à 21 ans) | 12 octobre 2005 (à 33 ans)  | 12 ans et 11 mois | -                     |
| 10   | Christian Cueva  | 100        | 1er juin 2011 (à 19 ans)    | -                           | en cours          | CA 2019 - 2015        |

| Rang | Joueur            | Période   | Buts |
| ---- | ----------------- | --------- | ---- |
| 1    | Paolo Guerrero    | 2004-     | 41   |
| 2    | Jefferson Farfán  | 2003-2021 | 27   |
| 3    | Teófilo Cubillas  | 1968-1982 | 26   |
| 4    | Teodoro Fernández | 1935-1947 | 24   |
| 5    | Claudio Pizarro   | 1998-2016 | 20   |
| 5    | Nolberto Solano   | 1994-2009 | 20   |
| 7    | Roberto Palacios  | 1992-2012 | 19   |
| 8    | Hugo Sotil        | 1970-1979 | 18   |
| 9    | Oswaldo Ramírez   | 1969-1982 | 17   |
| 9    | Edison Flores     | 2013-     | 17   |

### Sélectionneurs
Mis à jour le 20 novembre 2024.
| Nom                 | Période           | J   | G   | N   | D   | % Victoires | Nº Titres |
| ------------------- | ----------------- | --- | --- | --- | --- | ----------- | --------- |
| Pedro Olivieri      | 1927              | 3   | 1   | 0   | 2   | 33.33       |           |
| Julio Borelli       | 1929              | 3   | 0   | 0   | 3   | 0.00        |           |
| Francisco Bru       | 1930              | 2   | 0   | 0   | 2   | 0.00        |           |
| Telmo Carbajo       | 1935              | 3   | 1   | 0   | 2   | 33.33       |           |
| Alberto Denegri     | 1936-1937         | 7   | 3   | 1   | 3   | 42.86       |           |
| Jack Greenwell      | 1938-1939         | 8   | 8   | 0   | 0   | 100.00      | 2         |
| Domingo Arrillaga   | 1941              | 7   | 1   | 2   | 4   | 14.29       |           |
| Ángel Fernández     | 1942              | 6   | 1   | 2   | 3   | 16.67       |           |
| José Arana          | 1947              | 7   | 2   | 2   | 3   | 28.57       |           |
| Arturo Fernández    | 1949              | 7   | 5   | 0   | 2   | 71.43       |           |
| Alfonso Huapaya     | 1952              | 5   | 2   | 1   | 2   | 40.00       |           |
| William Cook        | 1953              | 4   | 1   | 2   | 1   | 25.00       |           |
| Ángel Fernández     | 1953              | 4   | 2   | 0   | 2   | 50.00       |           |
| Juan Valdivieso     | 1954-1955         | 7   | 3   | 2   | 2   | 42.86       |           |
| Arturo Fernández    | 1956              | 10  | 1   | 3   | 6   | 10.00       |           |
| György Orth         | 1957-1961         | 18  | 6   | 4   | 8   | 33.33       |           |
| Marcos Calderón     | 1961              | 2   | 0   | 1   | 1   | 0.00        |           |
| Jaime de Almeyda    | 1962              | 1   | 0   | 0   | 1   | 0.00        |           |
| Juan Valdivieso     | 1963              | 6   | 2   | 1   | 3   | 33.33       |           |
| Marcos Calderón     | 1965              | 7   | 2   | 0   | 5   | 28.57       |           |
| José Gomes Nogueira | 1966              | 2   | 0   | 0   | 2   | 0.00        |           |
| Marcos Calderón     | 1967              | 4   | 1   | 1   | 2   | 25.00       |           |
| Didi                | 1968-1970         | 38  | 14  | 9   | 15  | 36.84       |           |
| Alejandro Heredia   | 1971              | 4   | 1   | 1   | 2   | 25.00       |           |
| Lajos Baróti        | 1972              | 6   | 0   | 2   | 4   | 0.00        |           |
| Roberto Scarone     | 1972-1973         | 18  | 9   | 2   | 7   | 50.00       |           |
| Marcos Calderón     | 1975              | 13  | 8   | 1   | 4   | 61.53       | 1         |
| Alejandro Heredia   | 1976              | 4   | 0   | 2   | 2   | 0.00        |           |
| Marcos Calderón     | 1977-1978         | 24  | 9   | 6   | 9   | 37.50       |           |
| José Chiarella      | 1979              | 10  | 3   | 2   | 5   | 30.00       |           |
| Juan José Tan       | 1980              | 1   | 0   | 1   | 0   | 0.00        |           |
| Marcos Calderón     | 1980              | 1   | 0   | 1   | 0   | 0.00        |           |
| Alejandro Heredia   | 1981              | 3   | 0   | 0   | 3   | 0.00        |           |
| Tim                 | 1981-1982         | 14  | 6   | 5   | 3   | 42.85       |           |
| Juan José Tan       | 1983              | 12  | 2   | 5   | 5   | 16.67       |           |
| Moisés Barack       | 1984-1985         | 16  | 6   | 6   | 4   | 37.50       |           |
| Roberto Chale       | 1985              | 8   | 2   | 2   | 4   | 25.00       |           |
| Luis Cruzado        | 1986              | 2   | 1   | 0   | 1   | 50.00       |           |
| Manuel Mayorga      | 1986              | 1   | 0   | 0   | 1   | 0.00        |           |
| Fernando Cuéllar    | 1987              | 5   | 1   | 2   | 2   | 20.00       |           |
| José Fernández      | 1988-1989         | 6   | 0   | 2   | 4   | 0.00        |           |
| Pepe                | 1989              | 16  | 2   | 5   | 9   | 12.50       |           |
| Percy Rojas         | 1989              | 1   | 0   | 0   | 1   | 0.00        |           |
| Miguel Company      | 1991              | 8   | 2   | 2   | 4   | 25.00       |           |
| / Vladimir Popović  | 1992-1993         | 21  | 3   | 8   | 10  | 14.29       |           |
| Miguel Company      | 1994-1995         | 15  | 4   | 3   | 8   | 26.67       |           |
| Juan Carlos Oblitas | 1996-1999         | 39  | 16  | 9   | 14  | 42.10       |           |
| Freddy Ternero      | Copa América 1997 | 6   | 3   | 0   | 3   | 50.00       |           |
| Francisco Maturana  | 1999-2000         | 14  | 4   | 4   | 6   | 28.57       |           |
| Julio César Uribe   | 2000-2001         | 15  | 3   | 4   | 8   | 20.00       |           |
| Paulo Autuori       | 2003-2005         | 31  | 9   | 10  | 12  | 29.03       |           |
| Freddy Ternero      | 2005              | 8   | 3   | 2   | 3   | 37.50       |           |
| Franco Navarro      | 2006              | 7   | 1   | 3   | 3   | 14.28       |           |
| Julio César Uribe   | 2007              | 7   | 2   | 1   | 4   | 28.57       |           |
| José del Solar      | 2007-2009         | 28  | 6   | 6   | 16  | 21.00       |           |
| Sergio Markarián    | 2010-2013         | 44  | 16  | 14  | 14  | 36.36       |           |
| Roberto Mosquera    | 2013              | 1   | 0   | 0   | 1   | 0.00        |           |
| Pablo Bengoechea    | 2014              | 9   | 5   | 0   | 4   | 55.55       |           |
| Ricardo Gareca      | 2015-2022         | 96  | 39  | 23  | 34  | 40.63       |           |
| Juan Reynoso        | 2022-2023         | 12  | 4   | 2   | 6   | 33.33       |           |
| Jorge Fossati       | 2023-2025         | 13  | 4   | 4   | 5   | 30.77       |           |
| Óscar Ibáñez        | 2025-             | 0   | 0   | 0   | 0   | 0           |           |
| Totaux              | Totaux            | 699 | 230 | 171 | 298 | 32.90       | 3         |

J = Joués, G = Gagnés, N = Nuls, D = Défaites